# Quíscal d'aiguamoll
El quíscal d'aiguamoll (Quiscalus major) és un ocell de la família dels ictèrids (Icteridae).

## Hàbitat i distribució
Habita pantans salobres, pastures i terres de conreu a la regió costanera de l'est i sud-est dels Estats Units, des de Nova York, cap al sud, fins Florida i a la llarga de la costa del Golf fins al sud-est de Texas.